# 林叟院 (焼津市)
林叟院（りんそういん）は、静岡県焼津市坂本にある曹洞宗の寺院。山号は高草山。本尊は如意輪観世音菩薩。

## 沿革
文明3年（1471年）に、賢仲繁哲により開山。開基は小川城主・長谷川次郎左右衛門正宣。賢仲の師である崇芝性岱（備中洞松寺五世・遠州石雲院開山）を勧請開山とし、賢仲は二世となる。
当初は小川会下之島（現在の小川港北東）にあったが、明応6年（1497年）、同地を訪れた異叟（年老いた修験者）の忠告により現在地に移転したという伝承がある。翌明応7年（1498年）には明応地震が起こり、旧地は海底に没した。
末寺寺院は県内外260余ヶ寺を数える。昭和期には鈴木俊隆（現住職の実父）が住職を務めた。
経蔵（1967年指定）、鐘楼（1972年指定）は焼津市指定文化財。